# Mustela aistoodonnivalis
Mustela aistoodonnivalis ist eine Wieselart, die im zentralen China vorkommt. Die einzigen bisher bekannten Fundstellen liegen im Qin-Ling-Gebirgszug im Süden von Shaanxi und in den Minshan- und Qionglai-Bergen im Norden der Provinz Sichuan.

## Merkmale
Mit einer Kopf-Rumpf-Länge von 12,8 bis 16,5 Zentimetern handelt es sich bei Mustela aistoodonnivalis um eine sehr kleine Marderart, die dem Mauswiesel (Mustela nivalis) ähnelt. Der Schwanz ist etwa 7 Zentimeter lang und damit deutlich länger als der des Mauswiesels (etwa die Hälfte der Kopf-Rumpf-Länge vs. ein Drittel der Kopf-Rumpf-Länge). Das Rückenfell, die Gliedmaßen und der Schwanz sind dunkelbraun gefärbt, die Kehle ist weiß und der Bauch ist hellgelb. Der Schädel ist etwas kleiner als der des Mauswiesels. Charakteristisches Merkmal, durch das sich die Art von allen anderen Mustela-Arten unterscheidet, ist das Fehlen des zweiten unteren Molars (Backenzahn), woraus sich die folgende Zahnformel ergibt:{\displaystyle {\frac {3.1.3.1.}{3.1.3.1.}}}

## Lebensraum
Mustela aistoodonnivalis kommt in Nadelwäldern, sekundären Nadelmischwäldern, auf alpinem Busch- und Grasland, auf Wiesen und in verkrauteten und verbuschten Gebieten zwischen 1900 und 2880 m über dem Meeresspiegel vor. Die Lebensräume sind von einem leicht feuchten Klima geprägt.

## Systematik
Mustela aistoodonnivalis wurde 1991 durch Wu und Kao erstbeschrieben, und bekam 2005 durch den US-amerikanischen Mammalogen W. Christopher Wozencraft den Rang einer Unterart des Mauswiesels. Im 2009 veröffentlichten ersten Band des Handbook of the Mammals of the World, in dem es um Raubtiere (Carnivora) geht, wird das Taxon weder als eigenständige Art noch als Unterart des Mauswiesels erwähnt. Im April 2023 wurde Mustela aistoodonnivalis durch eine Gruppe chinesischer Wissenschaftler als eigenständige Art revalidiert. Möglicherweise ist Mustela aistoodonnivalis aber konspezifisch mit Mustela russelliana aus Sichuan. Diese Art wurde 1911 durch den britischen Zoologen Oldfield Thomas beschrieben. In diesem Fall hätte die Bezeichnung Mustela russelliana nach der taxonomischen Prioritätsregel Vorrang vor Mustela aistoodonnivalis und die Art müsste umbenannt werden. Die IUCN listet die Art als Mustela russelliana. Mustela aistoodonnivalis ist die Schwesterart der drei Hermelinarten (Mustela erminea, M. haidarum, M. richardsonii), während das Mauswiesel die Schwesterart des Altaiwiesels (Mustela altaica) ist.

## Gefährdung
Die IUCN kann zu einer möglichen Gefährdung der Art keine Angaben machen, da zu wenige Daten vorliegen.